# Sturmgewehr 45
Das Sturmgewehr 45 war ein Sturmgewehr-Entwurf für die Wehrmacht und wurde unter der Bezeichnung Gerät 06 und Gerät 06 H von der Firma Mauser entwickelt. Diese suchte nach einem vereinfachten Design basierend auf dem Sturmgewehr 44, das weniger in der Produktion kosten sollte.

## Geschichte
Die Waffe war Mausers Gegenentwurf zum StG44 von C. G. Haenel in Suhl sowie Carl Walther aus Zella-Mehlis, besonders in Bezug auf Fertigungszeit und Herstellungskosten. Bis zum Kriegsende wurden nur Einzelteile für 30 vollständige Exemplare fertig, zum Einsatz kam die Waffe nicht mehr.
Zunächst wurde von Mauser im Dezember 1943 das „Gerät 06“ entwickelt, eine Waffe mit einem sogenannten „starren Walzenverschluß“ und einem Gassystem. Der Entwickler, Karl. W. Maier, entwickelte es, beginnend ab Februar 1944, zum „Gerät 06 H“ mit einem „halbstarren Walzenverschluß“ ohne Gassystem weiter, aus dem sich dann das Sturmgewehr 45 und letztendlich auch das G3 ableitete.
Unter der Bezeichnung StG 45(M) wurden noch 30 Waffen im Werk in Oberndorf am Neckar begonnen, aber nur noch wenige fertiggestellt. Dieses Sturmgewehr hatte einen fest im Gehäuse verschraubten Lauf von 430 mm Länge und einen als Rollenverschluss ausgeführten verzögerten Masseverschluss. Das Gewehr verschoss die Kurzpatrone im Kaliber 7,92 × 33 mm. Der Lauf wies vier Züge im Rechtsdrall auf. Die Mündungsgeschwindigkeit betrug 685 m/s, die Waffe wog 5,19 kg.
Nach dem Krieg wurde das System zunächst in Frankreich bei MAC und MAS, später auch in Spanien bei CETME weiterentwickelt. Wegweisend waren dabei die deutschen Ingenieure Ludwig Vorgrimler und Theodor Löffler, die zunächst getrennt für Frankreich arbeiteten. Vorgrimler, der später in Spanien arbeitete, war maßgeblich an der Entwicklung des CETME-Gewehrs beteiligt, das auf dem Sturmgewehr 45 beruht. Der Rollenverschluss wurde weiterentwickelt und in etlichen Waffen verbaut. Bekannte Beispiele sind das Gewehr G3 und weitere Rollenverschlusswaffen von Heckler & Koch.